# Episodi di Omicidi a Sandhamn (settima stagione)
La settima stagione della serie televisiva Omicidi a Sandhamn, composta da 4 episodi, è andata in onda in Svezia dal 3 agosto 2020 al 24 agosto 2020 sul canale TV4.
In Italia la serie è stata trasmessa in prima visione su Giallo dal 9 novembre 2020 al 30 novembre 2020.
| nº | Titolo originale | Titolo italiano | Prima TV Svezia | Prima TV Italia  |
| -- | ---------------- | --------------- | --------------- | ---------------- |
| 1  | Blå lögner       | Bugie blu       | 3 agosto 2020   | 9 novembre 2020  |
| 2  | Tvillingarna     | I gemelli       | 10 agosto 2020  | 16 novembre 2020 |
| 3  | Löftet           | La promessa     | 17 agosto 2020  | 23 novembre 2020 |
| 4  | Vicky            | Vicky           | 24 agosto 2020  | 30 novembre 2020 |